# Neoalosterna
Neoalosterna is een kevergeslacht uit de familie van de boktorren (Cerambycidae). De wetenschappelijke naam van het geslacht werd voor het eerst geldig gepubliceerd in 1961 door Podaný.

## Soorten
Neoalosterna omvat de volgende soorten:
- Neoalosterna capitata (Newman, 1841)
- Neoalosterna rubida (LeConte, 1873)